# Lepanthes helleri
Lepanthes helleri là một loài thực vật có hoa trong họ Lan. Loài này được A.D.Hawkes mô tả khoa học đầu tiên năm 1966.